# Grundsjön (Piteå socken, Norrbotten)
Grundsjön är en sjö i Piteå kommun i Norrbotten och ingår i Rokåns huvudavrinningsområde. Sjön är 6,1 meter djup, har en yta på 0,105 kvadratkilometer och är belägen 152 meter över havet.

## Delavrinningsområde
Grundsjön ingår i det delavrinningsområde (725469-174430) som SMHI kallar för Inloppet i Kalaträsket. Medelhöjden är 167 meter över havet och ytan är 14,94 kvadratkilometer. Det finns inga avrinningsområden uppströms utan avrinningsområdet är högsta punkten. Kalaträskbäcken som avvattnar avrinningsområdet har biflödesordning 2, vilket innebär att vattnet flödar genom totalt 2 vattendrag innan det når havet efter 18 kilometer. Avrinningsområdet består mestadels av skog (65 procent) och sankmarker (12 procent). Avrinningsområdet har 2,07 kvadratkilometer vattenytor vilket ger det en sjöprocent på 13,9 procent.